# Allenspacher Hoflinde
Die Hoflinde beim Allenspacher Hof ist der älteste und zugleich stärkste Baum im Landkreis Tuttlingen. Der Allenspacher Hof steht auf dem Großen Heuberg bei Böttingen – nahe der Grenze zur Gemeinde Königsheim, im Landschaftsschutzgebiet Sommerschafweide am Eingang zum Schäfertal, im Grauental, Kuhwasen und am Hühnerbühl.
Die um das Jahr 1450 gepflanzte Sommerlinde (Tilia platyphyllos) hat einen Stammumfang von 8,95 Meter, die Krone ist etwa 25 Meter hoch. Sie baut sich vorwiegend auf dem stärkeren der beiden Hauptstämme auf, der andere hat sich im Laufe der Jahre immer stärker zur Erde geneigt, bis schließlich eine Betonstütze angebracht wurde. Außerhalb dieser Stütze wurde er abgenommen. In der Folge hat sich eine steil nach oben gerichtete Sekundärkrone entwickelt. Der bis zur Stütze fast waagerecht zum Erdboden verlaufende Stammteil ist an der Oberseite völlig aufgerissen und weitgehend hohl. Er wurde zum Schutz gegen eindringende Feuchtigkeit oberseits mit einer Blechabdeckung versehen. Trotz dieser starken Schäden gilt der Baum insgesamt als vital.
Die Linde ist ein ausgewiesenes Naturdenkmal. Sie hatte 1910 eine Stammumfang von 7,30 Meter.